# Estação Sete Bicas
A estação NorteShopping / Sete Bicas é uma estação ferroviária que se situa em Portugal, entre a Avenida Fabril do Norte e a Rua Fonte das Sete Bicas, na cidade e freguesia da Senhora da Hora, município de Matosinhos. É parte do Metro do Porto.

## Linhas
Actualmente é servida por 5 linhas de metropolitano: a Linha A, B, C, E e F. 
- Linha A Senhor de Matosinhos - Estádio do Dragão
- Linha B Póvoa de Varzim - Estádio do Dragão
- Linha C Ismai - Campanhã
- Linha E Aeroporto - Trindade
- Linha F Senhora da Hora - Fânzeres